# What Becomes of the Children? (film fra 1918)
What Becomes of the Children? er en amerikansk stumfilm fra 1918 af Walter Richard Stahl.

## Medvirkende
- Walter Shumway - Howard Trayne
- Corra Beach
- Morgan Jones
- Billy Sullivan - Fred
- Gladys Dore - Marion
- Louise Westner
- Grace Stevens